# كاستيلانزا
كاستيلانزا هي تقع في مقاطعة فاريزي، على طول حدود مقاطعة ميلانو، في منطقة لومباردي بشمال إيطاليا.

## ملخص
يشير الاسم الجغرافي إلى كاستيلانزا ، الوحدات الإقليمية الدفاعية التي نشأت حول القلاع ونقاط القوة الأخرى في مقاطعة سيبريو آنذاك، ويقسم نهر أولونا كاستيلانزا في منطقتين رئيسيتين من كاستيلانزا السليم وكاستيغنات. تشتهر المدينة بجامعتها الخاصة التي تم إنشاؤها مؤخرًا كارلو كاتانيو، والكنيسة الرئيسية في المدينة هي كنيسة سان جوليو، كاستيلانزا التي تقع في ساحة باولو السادس.
يبلغ عدد سكان المدينة حوالي 15000 نسمة، وبشكل أدق 14.516 في عام 2019،  ومنذ أواخر القرن التاسع عشر كانت واحدة من المراكز الصناعية الرئيسية في مقاطعة فاريزي، ومع الخلفية الجميلة لجبال الألب والبحيرات الإيطالية الشهيرة لاقو ماقيور ولاقو دي كومو، تعد مقاطعة فيريس أيضًا موطنًا لـ 23000 من الصناعات التحويلية والحرفية التي تصدر أكثر من 30 ٪ من إنتاجها في جميع أنحاء العالم وتوفر فرص عمل لما يقرب من 175000 شخص.
يمثل شعار النبالة للبلدية اتحاد النوتين اللتين شكلا المدينة، وعلى اليسار برج يرمز إلى القلعة (كاستيلانزا)؛ على اليمين شجرة كستناء ترمز إلى كاستيغنات، وفي وقت منح لقب المدينة (1974)، أضيف التاج ذو الأبراج، رمز المدينة، إلى شعار النبالة الذي يعلوه تاج البلدية، وتم استبدال شعار النبالة ذو التاجين لاحقًا بشعار النبالة ذو التاج الواحد.

## رياضة
تأسس نادي كرة القدم المحلي «كاستيلانزيس» في عام 1921. ألوان الفريق هي الأخضر والأسود، والتي يستخدمها أيضًا نادي فينيسيا لكرة القدم، ومكان المسابقات الداخلية هو الملعب البلدي جيوفاني بروفاسي، الذي أنشئ في ثلاثينيات القرن الماضي.